# Mapa ceráunico
Se denomina mapa ceráunico a un mapa geográfico que representa una zona o país para determinar el nivel de riesgo de rayos.
El nivel de riesgo de rayos, está representado en el mapa ceráunico, por unas líneas de diferentes valores, (líneas isoceráunicas), estas líneas determinan geográficamente las zonas de más o menos riesgo de actividad de rayos.
Cada línea isoceráunica tiene un valor, y este valor es el resultado de la aparición de días de tormentas por año, donde al menos aparece un solo rayo. Otro mapa de isolíneas, muy similar a este, muestra la densidad por kilómetro cuadrado.

## Definición
Un mapa ceráunico representa los días de tormenta que aparecen al año por kilómetro cuadrado y como mínimo la aparición de un solo rayo.
No se tiene que confundir, el nivel de riesgo de rayos de un mapa ceráunico, con la densidad de rayos real (cantidad de rayos por kilómetro cuadrado). Esto se comprende al comparar dos mapas de isolineas con ambos datos. Aunque son muy similares dado que allí donde ocurren más tormentas también hay más destellos por km², suele existir zonas en las que, aun teniendo menos tormentas anuales (bajo nivel ceráunico) las que han sucedido han tenido una alta cantidad de descargas o pocas pero en una región específica muy pequeña. 

## Datos
La información necesaria para construir o diseñar un mapa ceráunico , procede de los datos estadísticos de los sistemas de teledetección de rayos que utilizan los Institutos Nacionales de Meteorología (INM), como medio de predicción seguimiento y control de la actividad y densidad de rayos del país. Los datos acumulados cada año por los INM, son procesados y dan como resultado un valor estadístico que ofrecen públicamente.
Los datos de los mapas ceráunicos cambian su valor según cambia el comportamiento de las tormentas y su trayectoria cuando se tienen datos estadídticos a muy corto plazo y no se puede tomar como única referencia para un estudio de protección contra los rayos. Sin embargo, las datas acumuladas por muchos años de estudio y registro, van mostrando una regularidad en el comportamiento ceráunico muy útil para tomar decisiones adecuadas para la protección contra los rayos.

### Actividad de rayos estadístico y en tiempo real
- AEMET, Instituto Nacional de Meteorología de España.
- EUCLID, European Cooperation for Lightning Detección.
- NASA, Datos estadísticos de impactos de rayos en gran parte del mundo.
- wwlln.net, World Wide Lightning Location Network.

- Datos: Q5689633